# Гусевка (Крым)
Гу́севка (до 1948 года Ота́ры; укр. Гусівка, крымскотат. Otar, Отар) — исчезнувшее село в Раздольненском районе Республики Крым, располагавшееся на северо-западе района, в степной части Крыма, у берега Бакальского озера, примерно в 4 километрах западнее современного села Славное.

### Динамика численности населения
| - 1806 год — 25 чел. - 1864 год — 45 чел. - 1889 год — 84 чел. | - 1900 год — 111 чел. - 1915 год — 62/4 чел. - 1926 год — 93 чел. |

## История
Идентифицировать Отары среди названий деревень, зачастую сильно искажённых, в Камеральном Описании Крыма… 1784 года пока не удалось. После присоединения Крыма к России (8) 19 апреля 1783 года, (8) 19 февраля 1784 года, именным указом Екатерины II сенату, на территории бывшего Крымского ханства была образована Таврическая область и деревня была приписана к Евпаторийскому уезду. С началом Русско-турецкой войной 1787—1791 годов, весной 1788 года производилось выселение крымских татар из прибрежных селений во внутренние районы полуострова, в том числе и из Отар. В конце войны, 14 августа 1791 года всем было разрешено вернуться на место прежнего жительства. После павловских реформ, с 1796 по 1802 год входила в Акмечетский уезд Новороссийской губернии. По новому административному делению, после создания 8 (20) октября 1802 года Таврической губернии, Отары был включён в состав Хоротокиятской волости Евпаторийского уезда.
По Ведомости о волостях и селениях, в Евпаторийском уезде с показанием числа дворов и душ… от 19 апреля 1806 года в деревне Отар числилось 4 двора и 21 крымский татарин. На военно-топографической карте генерал-майора Мухина 1817 года деревня Отар обозначена с 8 дворами. После реформы волостного деления 1829 года Отар, согласно «Ведомости о казённых волостях Таврической губернии 1829 года», отнесли к Аксакал-Меркитской волости (переименованной из Хоротокиятской). На карте 1836 года в деревне 8 дворов, а на карте 1842 года деревня Отар обозначена условным знаком «малая деревня» (это означает, что в ней насчитывалось менее 5 дворов).
В 1860-х годах, после земской реформы Александра II, деревню приписали к Биюк-Асской волости. Согласно «Памятной книжке Таврической губернии за 1867 год», деревня была покинута жителями вследствие эмиграции крымских татар, особенно массовой после Крымской войны 1853—1856 годов, в Турцию, после чего заселена немецкими колонистами. В «Списке населённых мест Таврической губернии по сведениям 1864 года», составленном по результатам VIII ревизии 1864 года, Отар — деревня общины немецких колонистов, с 6 дворами и 45 жителями при колодцах. По обследованиям профессора А. Н. Козловского 1867 года, вода в колодцах деревни была пресная, а их глубина составляла 3—5 саженей (6—10 м). На трёхверстовой карте Шуберта 1865—1876 годов в деревне Отар показаны 8 дворов. В энциклопедическом словаре «Немцы России» этот Отар не упоминается. В «Памятной книге Таврической губернии 1889 года», включившей результаты Х ревизии 1887 года, в деревне Отар числилось 13 дворов и 84 жителя.
Земская реформа 1890-х годов в Евпаторийском уезде прошла после 1892 года; в результате Отар приписали к Агайской волости. По «…Памятной книжке Таврической губернии на 1900 год» в деревне числилось 111 жителей в 15 дворах<. По Статистическому справочнику Таврической губернии. Ч.II-я. Статистический очерк, выпуск пятый Евпаторийский уезд, 1915 год, в деревне Отар Агайской волости Евпаторийского уезда числилось 13 дворов (1 двор с землёй, 12 — безземельные) со смешанным населением в количестве 62 человека приписных жителей и 4 — «посторонних», из которых 31 мужчина и 35 женщин. Жители владели 706 десятинами удобной земли. В хозяйствах имелось 54 лошади, 6 волов, 8 коров и 470 голов мелкого скота.
После установления в Крыму Советской власти, по постановлению Крымревкома от 8 января 1921 года № 206 «Об изменении административных границ» была упразднена волостная система, и село вошло в состав Бакальского района Евпаторийского уезда, а в 1922 году уезды получили название округов. 11 октября 1923 года, согласно постановлению ВЦИК, в административное деление Крымской АССР были внесены изменения, в результате которых округа были отменены, Бакальский район упразднён, а село вошло в состав Евпаторийского района. Согласно Списку населённых пунктов Крымской АССР по Всесоюзной переписи 17 декабря 1926 года, в селе Отары, в составе упразднённого к 1940 году Киргиз-Казацкого сельсовета Евпаторийского района, числился 21 двор, все крестьянские, население составляло 93 человека, из них 47 украинцев, 42 татарина и 4 белоруса. После создания 15 сентября 1931 года Фрайдорфского (переименованного в 1944 году в Новосёловский) еврейского национального района Отары включили в его состав, а после создания в 1935 году Ак-Шеихского района (переименованного в 1944 году в Раздольненский) включили в состав этого нового района.
В 1944 году, после освобождения Крыма от фашистов, согласно Постановлению ГКО СССР № 5859 от 11 мая 1944 года, 18 мая крымские татары были депортированы в Среднюю Азию. С 25 июня 1946 года Отары в составе Крымской области РСФСР Указом Президиума Верховного Совета РСФСР от 18 мая 1948 года Отары переименовали в Гусевку. 26 апреля 1954 года Крымская область была передана из состава РСФСР в состав УССР. Время включения в Славновский сельсовет пока не установлено: на 15 июня 1960 года село уже числилось в его составе. Ликвидирована к 1968 году (согласно справочнику «Крымская область. Административно-территориальное деление на 1 января 1968 года» — в период с 1954 по 1968 годы как село Славновского сельсовета).